# Aedes alorensis
Aedes alorensis är en tvåvingeart som beskrevs av Bonne-wepster och Steffen Lambert Brug 1932. Aedes alorensis ingår i släktet Aedes och familjen stickmyggor. Inga underarter finns listade i Catalogue of Life.